# Hoplarchus
Hoplarchus is een monotypisch geslacht van straalvinnige vissen uit de familie van de cichliden (Cichlidae).

## Soort
- Hoplarchus psittacus (Heckel, 1840)